# Cedar Breaks National Monument
Le Cedar Breaks National Monument est un monument national des États-Unis situé à proximité de Cedar City, dans l'État de l'Utah. Cedar Breaks est un canyon en forme d'amphithéâtre naturel s'étendant sur 5 km et de 600 m de profondeur. Le point le plus haut du canyon est situé à 3 000 mètres d'altitude.

## Caractéristiques

Vue panoramique de Cedar Breaks National Monument

Les rochers érodés du canyon sont similaires aux formations du parc national de Bryce Canyon, mais possèdent leurs propres signes distinctifs. À cause de l'altitude, la neige rend le parc inaccessible aux véhicules entre octobre et mai. Le parc n’est ouvert que de juin à octobre. Il n'est pas aussi populaire que d'autres parcs mais accueille néanmoins des centaines de milliers de visiteurs chaque année. Le centre pour visiteurs du parc est ouvert de juin à octobre. Celui-ci est moins grand et moins connu par rapport aux centres touristiques des parcs de Bryce Canyon et de Zion. Le centre du parc national de Zion, qui est de son côté ouvert toute l’année grâce à sa situation à plus basse altitude, permet d’informer toute l’année les visiteurs désirant de s’informer sur le monument Cedar Breaks.

## Faune et flore

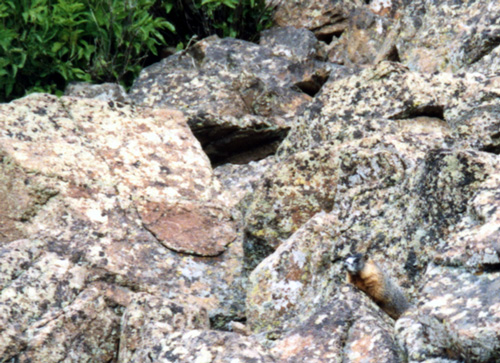
Marmotte cachée dans les rochers.

La faune et la flore sont facilement accessibles, d'autant plus que ce parc ne connaît pas les foules de visiteurs des parcs plus connus et plus grands. Le cerf mulet et le porc-épic sont assez courants, ainsi que de nombreuses espèces de rongeurs comme le pika, la marmotte, l'écureuil roux, l'écureuil terrestre doré, divers rats à poche, et le tamia. Le puma et d'autres animaux de plus grande taille sont présents dans la réserve, mais rarement observés. Parmi les oiseaux les plus courants, on peut citer le Grand Corbeau.
Le pin Bristlecone, une espèce d'arbre qui atteint un âge particulièrement avancé, peut aussi être observé sur les hauteurs, certains spécimens étant vieux de plus de 1600 ans.
On peut également trouver le peuplier tremble, l'épinette d'Engelmann, le sapin subalpin, et le pin flexible.
À cette altitude, la végétation ne se réveille après l’hiver qu’au mois de juin. Le canyon est alors recouvert de fleurs sauvages. Les fleurs présentes sont entre autres le lupin, la potentille, la rose sauvage, la primevère de parry et plusieurs types de penstemons.  L’été voit l’apparition du solidago et de l’aster.

## Histoire et géologie

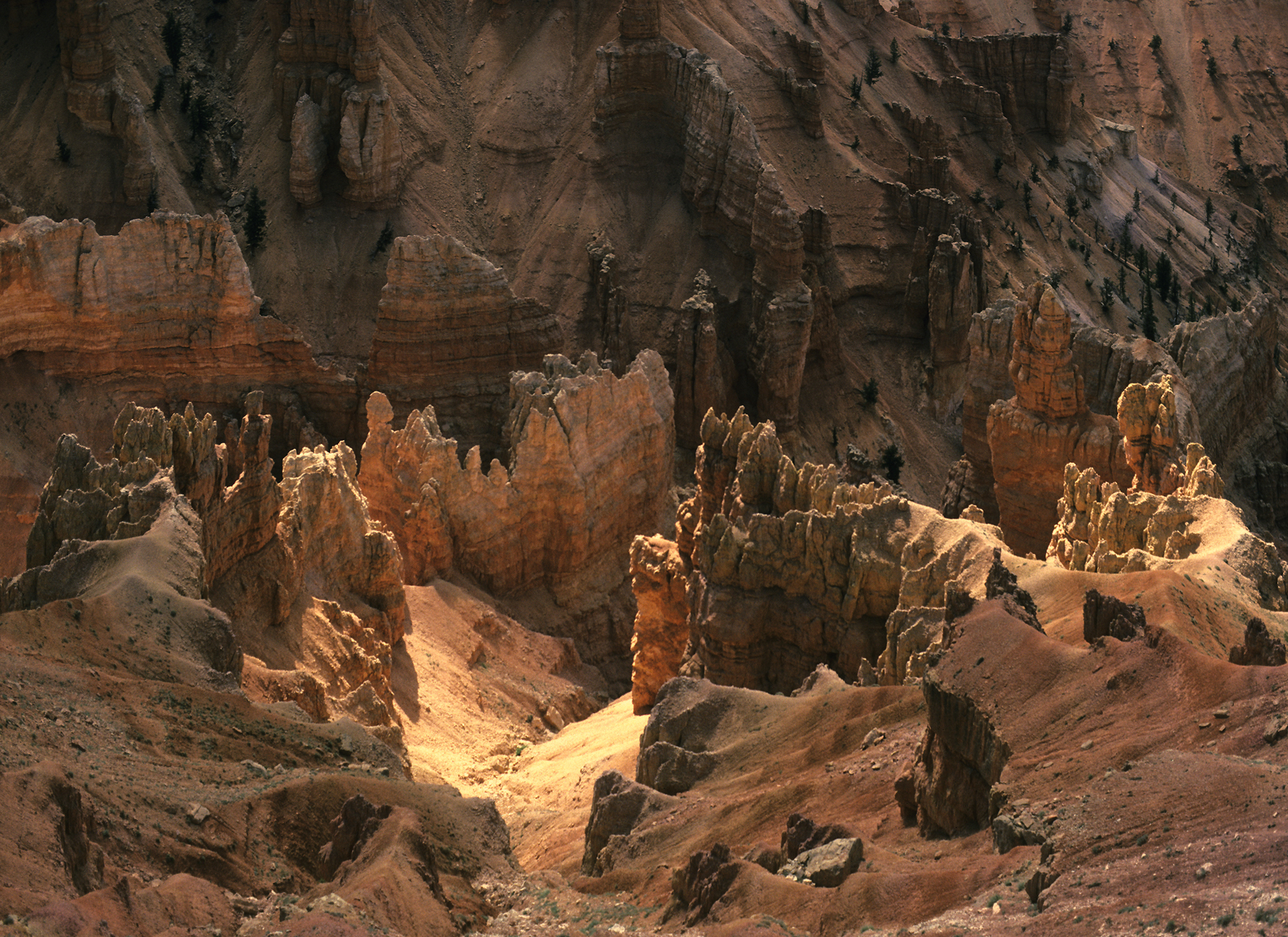
Entrée d'un ravin avec des cheminées de fées dans le Cedar Breaks National Monument

Le canyon est situé dans la partie terminale occidentale du plateau du Colorado mais également dans la partie occidentale du plateau de Markagunt. C’est ce même plateau qui compose en partie le Zion National Park. L’érosion a dessiné le canyon durant des millions d’années en arrachant différents matériaux comme le schiste, le calcite calcaire, et le grès déposés au fond d’un lac disparu il y a plus de 55 millions d’années. Le canyon continue à s’éroder d’un peu plus d’un centimètre par an. Au sommet du plateau, des roches volcaniques rhyolitiques recouvrent en grande partie la zone à la suite d'une éruption datant d’il y a environ 28 millions d’années.
Les roches contiennent du fer et du manganèse sous différentes formes ce qui crée des colorations brillantes. Les indiens appelaient d’ailleurs l’endroit Cercle des collines colorées.  Les oxydes ferreux apportent les couleurs rouges, orange et jaunes alors que le manganèse apporte une coloration brunâtre.
Le mot Cedar qui se traduit par Cèdre provient d’une erreur faite à l’origine par les premiers arrivants. Il n’y a en effet pas de cèdre dans la zone. Il y a seulement des genévriers qui sont parfois erronément appelés Cèdres.
Le monument national fut établi en 1933. Un petit cabanon construit par la compagnie des parcs de l’Utah existait au sud du monument mais celui-ci a été détruit en 1972.

## Attractions

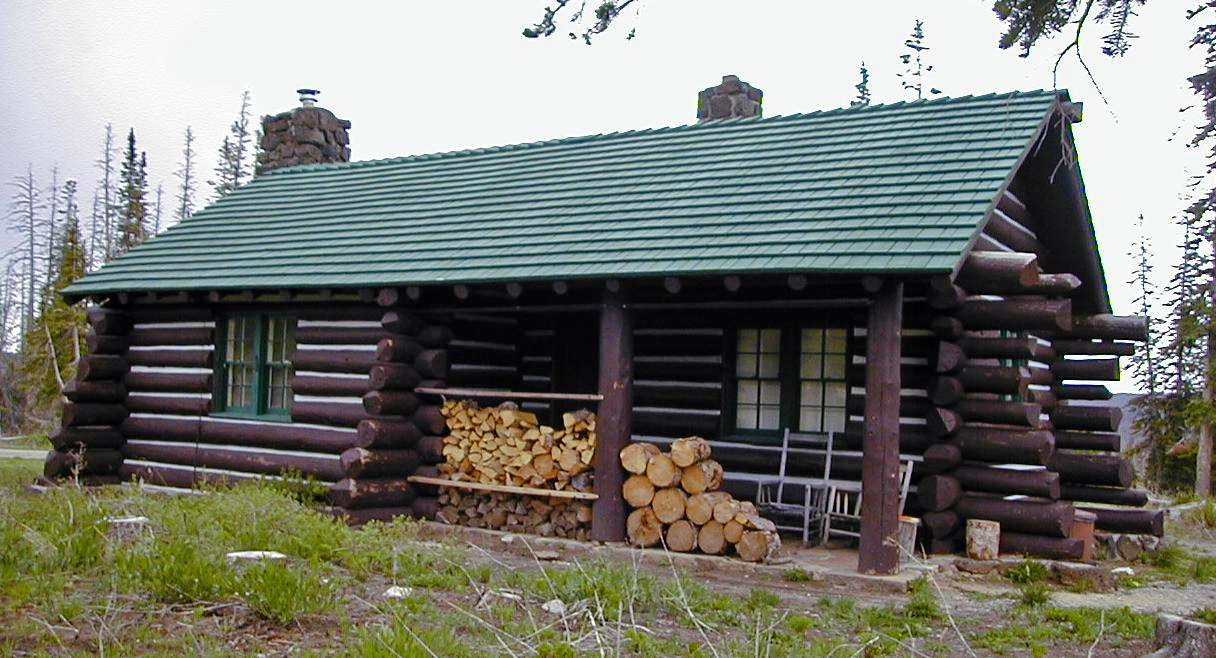
Caretaker's Cabin une cabane en rondins classée monument historique.

Il existe plusieurs sentiers de randonnée à travers le parc ainsi qu’un camping à proximité du canyon.

## Proposition comme parc national
En 2006, le comté d'Iron lança une proposition de loi en vue d’étendre le monument et de le transformer en un parc national du nom de Cedar Breaks National Park. Le nouveau parc comprendrait ainsi également la réserve sauvage proche d’Ashdown Gorge Wilderness et l'arche Flanigan.

## Hommage
Le musicien français Olivier Messiaen s'en est inspiré pour une des pièces de son Des canyons aux étoiles..., écrit entre 1971 et 1974.